# Société d'études scientifiques de l'Anjou
 (février 2018).
La Société d'études scientifiques de l'Anjou (SESA) est une société savante s'intéressant aux sciences de la nature (surtout botanique, paléontologie et mycologie) depuis 1871.

## Histoire
Durant près d'un siècle (de 1871 à 1962) son nom a été : Société d'études scientifiques d'Angers. Au début du XXe siècle, son siège social était situé dans l'ancienne Cour d'Appel, place des Halles à Angers.
À cette époque elle s'est notamment illustrée pour avoir testé avec attention divers matériels et procédés d'électroculture, avec une subvention attribuée en 1911 par le
sous-secrétaire d’État des Finances René Besnard et le ministre de l'agriculture Jules Pams ; et avec des résultats publiés dans ses bulletins annuels de 1908, 1909, 1910 et 1911, repris par certaines Revues scientifiques et agricoles, la Presse locale et parisienne. Ainsi :
- Le Pr Préaubert, alors président de la société d’études scientifiques d’Angers, a lui-même expérimenté l’électroculture (rue Proust à Anger) en utilisant une haute tension électrique « atmosphérique », captée lors d'orages par un électro-capteur, dont le fil conducteur (cuivre) était isolé dans une gaine de paraffine[2]. 
Et ce faisant, vers 1886, il a inventé un moyen de mesurer « l'intensité » d'un orage. Pour cela, Préaubert a connecté un petit tube de Geissler entre le fil de l'électro-capteur et la terre. Ce tube devenait plus ou moins lumineux durant les orages, permettant de suivre les variations d’intensité du champ électrique local[2]. Il permettait même d'observer les renversements fréquents de courant aérotelluriques via l’aspect inégal des deux pôles du tube, démontrant la complexité du phénomène orageux au fur et à mesure de sa propagation au dessus du site[2] ;
- De 1903 à 1010 au moins, le Lieutenant Fernand Basty, alors au 135e régiment d'infanterie, encaserné à Angers, mais également membre titulaire de la Société d’études scientifiques d’Angers, a aussi conduit de nombreuses études scientifiques d'électrocultures, au Jardin Bertholon d’Angers (installé dans l’école Victor Hugo). Il cherchait à améliorer les appareils mis au point par Pierre-Nicolas Bertholon de Saint-Lazare (abbé et physicien initiateur de l'électroculture et auteur d'un ouvrage intitulé De l'Électricité des végétaux publié en 1783). 
F. Basty a aussi cherché à évaluer quelles étaient les meilleurs doses/durées d'« électrisation » des graines avant les semailles, pour optimiser leur succès de germination et de future croissance (Sur près de 10 ans, avec l'aide d'un ingénieur électricien (M Abry, chef du laboratoire de l'usine électrique d’Anger, qui surveillera les électrisations de graines). Ensemble, ils testeront des expositions de quelques heures à quelques jours de graines d'espèces et familles diverses (graminées avec par exemple Orge et maïs, légumineuses avec par exemple haricots soissons, trèfle incarnat), des chénopodes (Betteraves), du chanvre et une crucifère (Moutarde), toujours à de hauts voltage mais avec un faible ampérage, de 1/10ème, 1/100, 1/1000 ème à 3/1000èmes d'ampère, concluant d'ailleurs que l'ampérage le plus faible est généralement le plus efficace, sauf pour les dattes et noyaux de fruits à noyaux)[2]. 
Basty a précisément quantifié et noté les différences entre de nombreuses pousses et récoltes de divers types d'espèces de « plantes électrisées » par ce qu'il nomme les « électricités naturelles » (captées dans la couche d'air en exploitant la différence de potentiel entre l'air situé en hauteur et le sol, lors des périodes orageuses notamment). Ses résultats sont donnés en poids sec et humide, en hauteur, épaisseur de tige, longueur de feuille, etc.) toujours comparés avec des récoltes faites à partir de lots « témoins » de graines, semés sur des parcelles témoins proches de parcelles de test, mais en étant séparées par des « allées isolatrices »[2]. De plus ses rectangles cultivés « témoins » sont mieux exposés (au sud) alors que ses rectangles « électrisés » sont côté nord (dans un long jardin rectangulaire dont il donne le plan détaillé, complété d'une une photo prise le 29 juin 1910)[2] ; Billard, correspondant honoraire de la société a aussi testé l'électroculture sur une vigne (Othello (cépage) et des ceps malades antérieurement touchée par le phylloxera (aux Herbiers, en Vendée) ;
- Les matériels testés ont été des électro-capteur d'électricité atmosphériques (inspirés de ceux de Bertholon), de petits paratonnerres, et un électrocapteur inspirés des instruments à des plaques inventés par le russe « Spechnew », dotés de plaques dites productrices d' « électricité dynamique »[2].